# Черново (Московская область)
Черново — деревня в Богородском городском округе Московской области Российской Федерации.

## Население
| 1859 | 1905 | 2002 | 2006 | 2010 |
| ---- | ---- | ---- | ---- | ---- |
| 333  | ↗586 | ↘164 | ↘132 | ↘108 |

## География
Деревня Черново расположена на северо-востоке Московской области, в северной части Богородского городского округа, на берегу реки Мележа у границы с городским округом Щёлково и Киржачским районом Владимирской области
Расположена на пересечении трассы 46К-7230 46К-7440 Черноголовка-Ногинск-Киржач являющейся фактически продолжением трассы Щёлковское шоссе А103. В 10 километрах северо-восточнее проходит трасса Московское большое кольцоА108
До Ногинска 20 километров, до Черноголовки 17 километров, до Киржача 29 километров. Ближайшие населенные пункты Мележа, Стромынь, Зубцово, Буяни, Дуброво (Ногинск-9), Боровково и зона (массив) Черновские дворы.
В деревне 9 улиц — Горького, Заливная, Калиновая, Каштановая, Кленовая, Новая, Рябиновая, Тополиная, Школьная.

## История
В «Списке населённых мест» 1862 года — казённая деревня 2-го стана Покровского уезда Владимирской губернии по левую сторону Стромынского торгового тракта из города Юрьева в город Москву (через Киржач), в 40 верстах от уездного города и 23 верстах от становой квартиры, при колодце, с 49 дворами и 333 жителями (147 мужчин, 186 женщин).
По данным на 1905 год — деревня Филипповской волости Покровского уезда, проживало 586 жителей, было 96 дворов.
1929—1930 гг. — деревня Боровковского сельсовета Киржачского района Ивановской промышленной области.
1930—1934, 1959—1963 гг. — деревня Боровковского сельсовета Ногинского района Московской области.
1934—1939 гг. — деревня Зубцовского сельсовета Ногинского района Московской области.
1939—1959 гг. — деревня Стромынского сельсовета Ногинского района Московской области.
1963—1965 гг. — деревня Боровковского (до 31.08.1963) и Мамонтовского сельсоветов Орехово-Зуевского укрупнённого сельского района Московской области.
1965—1994 гг. — деревня Мамонтовского сельсовета Ногинского района Московской области.
1994—2006 гг. — деревня Мамонтовского сельского округа Ногинского района Московской области.
с 2006 года — деревня сельского поселения Мамонтовское Ногинского района Московской области.
с 2018 года - деревня Черново Богородского городского округа Московской области